# 撞击感度
撞击感度也称冲击感度，是指在机械撞击作用下，含能材料发生分解、燃烧、爆炸的难易程度，一般通过落锤仪测定。
撞击感度有多种表示方法，包括：固定落锤质量、高度多次试验得到的爆炸次数与试验次数之比，即爆炸百分数；50%发生爆炸时的落锤高度，即特性落高或临界落高；一定间隔升降落锤得到的100%爆炸最小落高和100%不爆炸的最大落高，即感度上限和感度下限；固定落锤质量升降高度测定下落高度与爆炸概率的关系，即感度曲线。

## 落锤试验
落锤试验适用于固体、液体和胶化含能材料，主要试验装置为落锤仪。落锤仪通常由落锤、基座、圆形钢砧、导轨、可调米尺、落锤保留和释放装置组成。
试验时，先将一枚钢柱放置于导向套内，随后将少量待测样品放于钢柱之上并在其顶部放置另一枚钢柱，之后将这一组合体置于落锤仪底部的钢砧上。设定落锤质量和高度，释放落锤并观察药剂是否爆炸，至此即完成了一次试验。